# Bravo Airways
Bravo Airways ist eine 2012 gegründete ukrainische Fluggesellschaft mit Sitz in Kiew und Basis auf dem Flughafen Kiew-Boryspil.

## Flotte

### Aktuelle Flotte
Mit Stand April 2025 besteht die Flotte der Bravo Airways aus einem Flugzeug mit einem Alter von 35,1 Jahren:
| Flugzeugtyp             | Anzahl | bestellt | Anmerkungen | Sitzplätze | Durchschnittsalter |
| ----------------------- | ------ | -------- | ----------- | ---------- | ------------------ |
| McDonnell Douglas MD-82 | 1      |          | inaktiv     | 172        | 35,1 Jahre         |
| Gesamt                  | 1      | -        |             |            | 35,1 Jahre         |

### Ehemalige Flugzeugtypen
- 1 Boeing 737-500
- 1 McDonnell Douglas MD-83